# Axel Sjögreen (politiker)
Axel Pontus Sjögreen (i riksdagen kallad Sjögreen i Eksjö, Axel P), född 15 maj 1836 i Hults församling, Jönköpings län, död 21 juni 1910 i Johannes församling, Stockholms stad, var en svensk militär och riksdagspolitiker. Han var måg till Pontus af Burén samt far till Carl, Axel och Edvard Sjögreen.

## Biografi
Axel Sjögreen föddes 1836 på Bruzaholm i Hults församling. Han var son till Christian Magnus August Sjögreen. Sjögreen blev 9 december 1850 kadett vid Karlberg och avlade 20 februari 1856 examen. Han blev 28 februari 1856 underlöjtnant vid Smålands husarregemente och arbetade vid Topografiska kåren 1859–1861. Sjögreen blev 15 augusti 1865 löjtnant vid Smålands husarregemente och 3 februari 1880 ryttmästare vid Smålands husarregemente. Han fick utmärkelsen 1 december 1880 riddare av Svärdsorden och blev 6 augusti 1881 ryttmästare vid regementet. Sjögreen tog 1886 avsked ur krigstjänsten och tilldelades senare utmärkelsen riddare av Vasaorden.
Sjögreen var ledamot av riksdagens första kammare 1890–1892, invald i Jönköpings läns valkrets. Han blev riddare av Vasaorden 1893.

### Egendom
Han ägde tillsammans med bröderna Carl Magnus Sjögreen och Otto Sjögreen gårdarna Ryssebo, Mariannelund, Strålsnäs herrgård med flera.

### Familj
Sjögreen gifte sig 3 september 1867 i Ekeby kyrka med Augusta Burén (1845–1896), dotter till brukspatronen Pontus af Burén och friherrinnan Carolina Ehrenkrona. De fick tillsammans barnen militären Carl A:son Sjögreen (1868–1958), militären Axel A:son Sjögreen (1870–1959), underingenjören Edvard A. Sjögreen (1873–1959), militären Erik Folke Sjögreen (1876–1941) och Carolina Matilda Helena Elisabet Sjögreen (1879–1957).